# ملعب 20 أغسطس 1955 (الجزائر)
36°44′44″N 3°04′43″E / 36.745633°N 3.078511°E
ملعب 20 أغسطس 1955 هو ملعب كرة قدم متعدد الأغراض يقع في حي العناصر في الجزائر، يتسع لـ10000 مُتفرج. تم افتتاحه في 1930. يمتاز بأرضيته الجميلة من العشب الاصطناعي من الجيل الرابع، من أبرز الفرق التي تلعب فيه: أولمبي العناصر، شباب بلوزداد وأيضاً هناك بارادو لعدم امتلاكه ملعب في ناحية حيدرة أو العاصمة.

## تاريخ
دشن الملعب بأسم الملعب الكبير لكرة القدم العاصمية سنة 1932 فوق ارض ميدان المناورات في حي بلكور، في وقت لم يكن لمدن كبيرة في فرنسا مثل مرسيليا وبوردو منشئات من هذه الأهمية، يتشكل المركب من ملعب مجهز بمضمار دراجات مسافته 400متر وبسعة 23000 متفرج يضاف إليها ثلاثة مسابح منها واحد أولمبي يمكن ان تسع 1500 متابع، في 1992 تم تغطية المدرجات.
كان الملعب من مراكز سباق الدراجات العالمي، حيث تنافست فيه أسماء كبيرة في اللعبة، مثل كوبي، كوبلر، بوبي وانكتيل.
كان الملعب يحتضن مبارايات الراسينج الجامعي للجزائر، وكذلك فريق جاليا، واحتضن أيضا مبارايات كأس شمال افريقيا التي شاركت فيها نواد من الجزائر العاصمة، وهران، المغرب وتونس، بمباريات كانت تجتذب حتى 15000 متفرج.
حافظ الملعب على مكانة الملعب الرئيسي في الجزائر العاصمة حتى تدشين ملعب 5 جويلية.

## دورة المدعويين للجزائر
في سنة أحتضن الملعب دورة المدعويين للجزائر وشارك فيها:
- كويين اوف ذي ساوث، ممثل أسكتلندا
- نادي كرة القدم لفلوريانا، ممثل مالطا
- راسينج سانتندر، ممثل إسبانيا
- فريق راسنج جامعة الجزائر

أقيمت المبارات بعد فوز الراسينج ببطولة شمال أفريقيا وكأس شمال افريقيا، فاز فريق كوين أف ذي ساوث على الراسنج بهدفين لهدف، والتفى براسنج سانتندر الذي هزمه أيضا مما أعلن كوين اوف ذي ساوث بطلا للدورة.

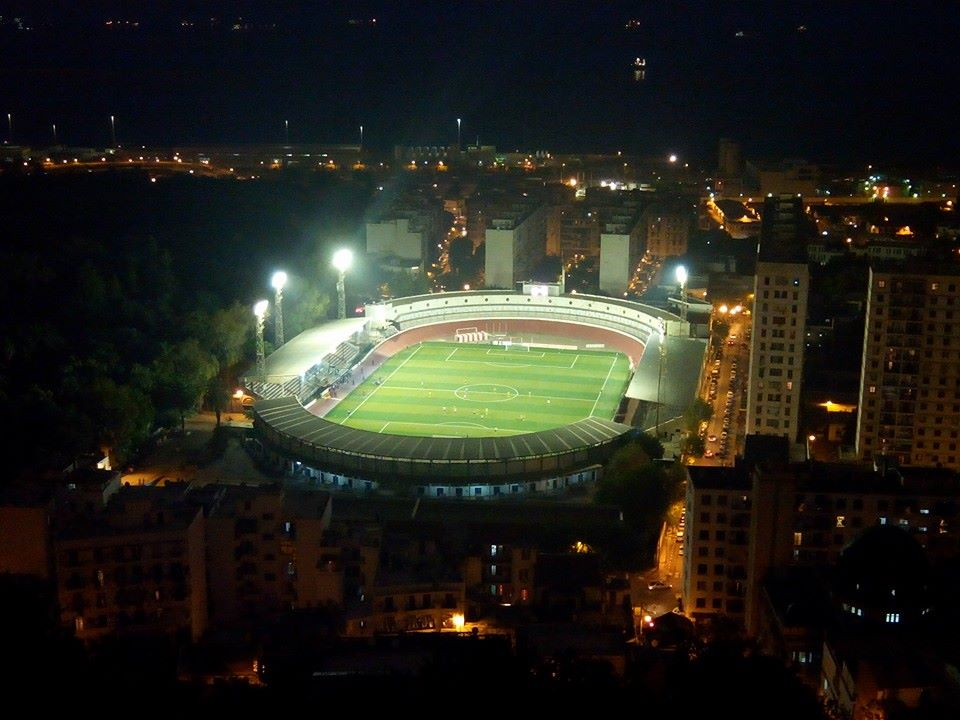
ملعب 20 أوت سنة 2014

## وصلات خارجية
- File stadium - goalzz.com